# Willem van Otterloo

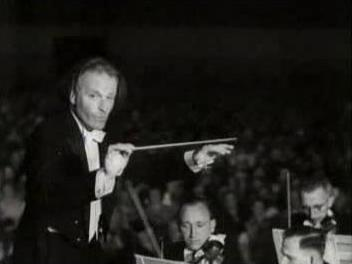
Willem van Otterloo, 1951

Jan Willem (William) van Otterloo (* 27. Dezember 1907 in Winterswijk/Provinz Gelderland; † 27. Juli 1978 in Melbourne/Victoria, Australien) war ein niederländischer Dirigent, Cellist und Komponist.

## Leben und Wirken
Der Sohn eines Eisenbahninspektors studierte am Konservatorium Amsterdam Cello und Komposition. Mit seiner Suite No. 3 gewann er einen Wettbewerb des Concertgebouw-Orchesters und konnte das Werk 1932 als Dirigent aufführen. 1933 wurde er Cellist und Assistenzdirigent des Utrechts Symfonie Orkest, 1937 Chefdirigent des Orchesters. Von 1949 bis 1973 war er Chefdirigent des Residentie Orkest von Den Haag. Mit diesem unternahm er Konzerttourneen durch Europa und die USA und spielte vor allem in den 1950er Jahren zahlreiche Aufnahmen ein.
1962 und 1965 unternahm er auf Einladung der Australian Broadcasting Commission Konzertreisen durch Australien. 1967–68 leitete er das Melbourne Symphony Orchestra, das er 1967 auf seiner ersten Nordamerikatournee begleitete. Als Erster Gastdirigent dirigierte er das Orchester auf einer erneuten Konzerttournee mit Auftritten u. a. in New York und Washington im Jahr 1970. 1973 wurde Otterloo Chefdirigent des Sydney Symphony Orchestra, mit dem er Tourneen durch Europa unternahm und u. a. Werke zeitgenössischer australischer Komponisten wie Peter Sculthorpe, Don Banks, John Anthill und Robert Hughes aufführte. Daneben hatte er von 1974 bis 1977 die Leitung der Düsseldorfer Symphoniker inne. 1978 starb er an den Folgen eines Autounfalls.
Zu den eigenen Kompositionen Otterloos zählen u. a. eine Sinfonie, drei Suiten, ein Streichquartett und ein Trio. Für seine besonderen Verdienste um die Musik in Europa wurde er u. a. mit dem Orden von Oranien-Nassau und dem Orden vom Niederländischen Löwen, dem Dannebrogorden und dem Orden der Ehrenlegion ausgezeichnet.